# Jacqueline Pascal
Pour les articles homonymes, voir Pascal.
Jacqueline Pascal, née à Clermont (aujourd'hui Clermont-Ferrand) le 5 octobre 1625 et morte le 4 octobre 1661 à Port-Royal des Champs, est une poétesse et religieuse janséniste française. Elle est la sœur de Blaise Pascal.

## La jeune poétesse
Son père, Étienne Pascal, devient président à la Cour des aides de Montferrand en 1626. Veuf, cet homme d'une grande culture littéraire et scientifique décide de s’installer à Paris avec ses enfants en 1631 et s'occupe de leur éducation.
Jacqueline est très jeune fascinée par la poésie, compose des vers à l’âge de huit ans, et compose à l’âge de treize ans un sonnet sur la grossesse de la reine. L'année suivante, elle joue une pièce devant Richelieu et obtient la grâce de son père, alors en disgrâce.
La famille s'installe à Rouen en 1639 car Étienne Pascal y a été nommé par le roi commissaire pour la réforme des impôts. Jacqueline y poursuit ses travaux littéraires, encouragée par Corneille, et remporte notamment un prix du Puy des Palinods. À partir de 1646, sous l’influence de deux disciples de Saint-Cyran, les Pascal se rapprochent de Port-Royal. Ainsi, quand Jacqueline et Blaise reviennent à Paris en 1648, ils fréquentent les jansénistes. Jacqueline pense à se faire religieuse, renonce à la poésie et se place sous la direction d’Antoine Singlin.

## Religieuse à Port-Royal
Son père s’oppose d’abord à sa vocation, mais elle entre à Port-Royal, peu après le décès de ce dernier, le 4 janvier 1652 et fait profession dès le 5 juin 1653, sous le nom de sœur Sainte-Euphémie. Elle a alors une grande influence sur sa famille, en particulier sur son frère Blaise, alors mondain, brillant, mais qui ressent un « grand mépris du monde » : ce dernier se rapproche des jansénistes et se place sous la direction spirituelle de Singlin.
Elle-même reprend la plume pour célébrer le miracle de la Sainte-Épine, où sa nièce Marguerite Périer joue le premier rôle.
Elle se voit parallèlement confier des missions au sein de l’abbaye : le soin des postulantes (1655), l’éducation des enfants (1657), le sous-prieurat (1659).
Lorsque les religieuses doivent signer le Formulaire d'Alexandre VII en 1661, elle se montre parmi les plus opposées à la signature, refusant de transiger. Elle écrit alors à Antoine Arnauld une lettre où se trouve la célèbre formule : « Puisque les évêques ont des courages de filles, les filles doivent avoir des courages d’évêques ». Elle finit cependant par être contrainte de signer et meurt peu après, en octobre 1661.

## Œuvres

### Poèmes
- Sombres déserts, retraites de la nuit, mis en musique par Michel Lambert, puis Sébastien Le Camus.

### Éditions en recueils
- L’œuvre de Jacqueline occupe au total 327 pages réparties entre les volumes II, III et IV des Œuvres complètes de Blaise Pascal éditées par Jean Mesnard[3].
- Alphonse Séché, Les muses françaises : anthologie des femmes-poètes (1200-1891). Morceaux choisis accompagnés de notices biographiques et bibliographiques, Paris, Louis-Michaud, 1908 (lire en ligne), p. 116-123
- Lettres, opuscules et mémoires de Gilberte Périer, Jacqueline Pascal et Marguerite Périer, leur nièce, 1845 (lire en ligne), p. 117 et suivantes

## Postérité
Pierre Viallet a tourné en 1963 un film sur la vie de Jacqueline Pascal, interprétée par Marie Versini.
Pierre Ordioni a consacré au drame de la signature du Formulaire par Jacqueline Pascal (« conflit entre la conscience et l'obéissance »), une tragédie, Le Chant des ténèbres, donné à deux reprises par la Radiodiffusion Française les 25 octobre 1962 et 27 octobre 1963 par les Comédiens Français (publié sous le patronage des Amis de Port-Royal, Paris, Nouvelles Éditions Latines,1965)